# 5022 Roccapalumba
5022 Roccapalumba è un asteroide della fascia principale. Scoperto nel 1984, presenta un'orbita caratterizzata da un semiasse maggiore pari a 3,1460665 UA e da un'eccentricità di 0,0901177, inclinata di 11,05168° rispetto all'eclittica.
L'asteroide è dedicato all'omonima cittadina italiana in provincia di Palermo.